# Archebios

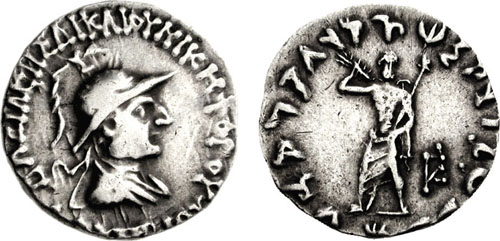
Münze des Archebios

Archebios Dikaios Nikephoros war ein indo-griechischer König, der kurz nach 100 v. Chr., vor der Herrschaft des indo-skythischen Herrschers Maues regierte. Sein Herrschaftsbereich lag in Punjab und in Gandhara. Er ist nur von seinen Münzen bekannt, die zeigen, dass er eine gewisse Bedeutung hatte.
Seine Münzen, darunter Tetradrachmen, zeigen sein Bild auf der Vorderseite mit griechischen Legenden, auf der Rückseite finden sich verschiedene Motive mit Beischriften in Kharoshthi.